# 베타 나선

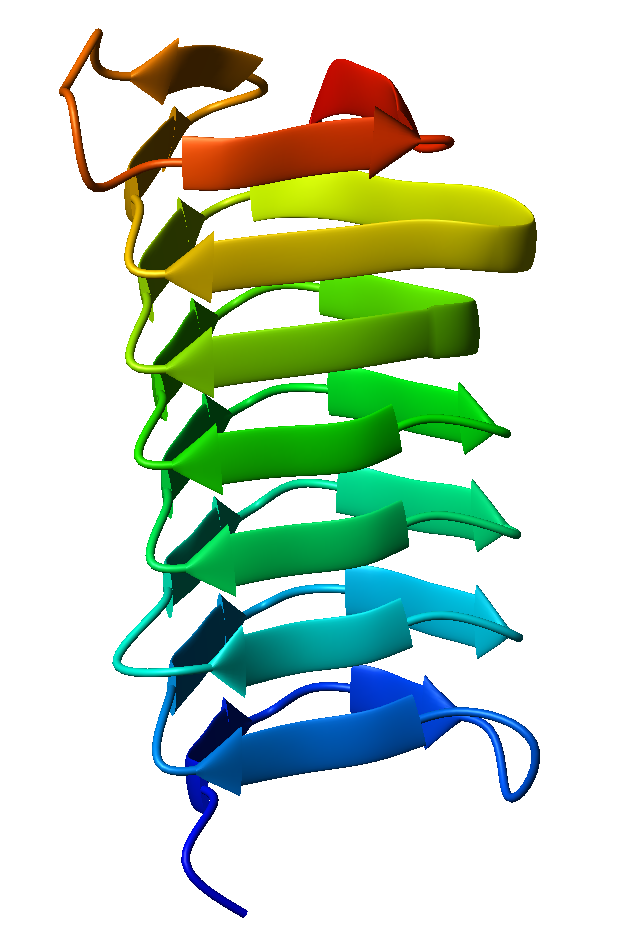
Choristoneura fumiferana로부터 추출한 β 나선 부동 단백질 단량체

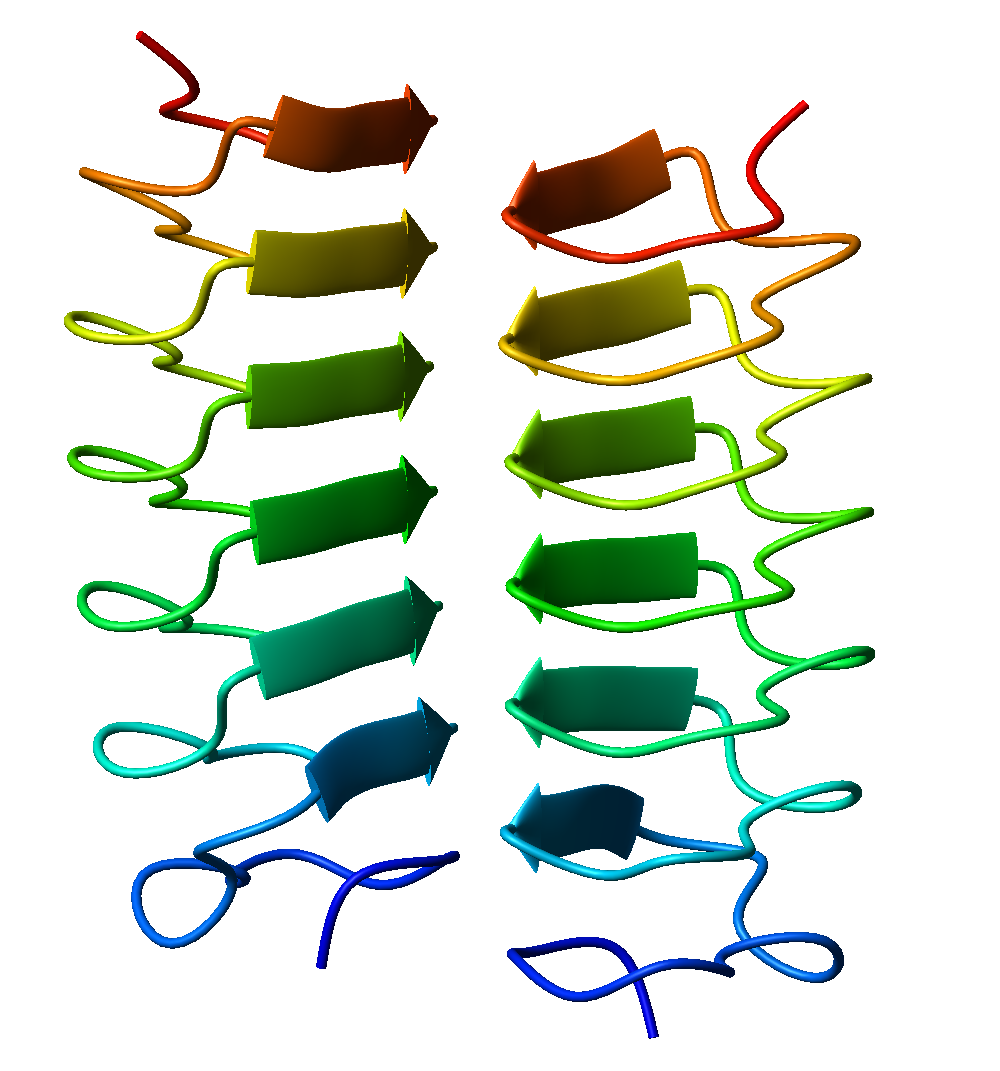
Tenebrio molitor로부터 추출한 β 나선 부동 단백질 이량체

베타 나선(Beta Helix)은 평행한 베타 병풍을 두 개 또는 세 개의 면과 나선 패턴으로 연관시켜 형성된 탠덤 단백질 반복 구조이다. 베타 나선은 솔레노이드 단백질 도메인의 한 유형이다. 구조는 가닥 간 수소 결합, 단백질-단백질 상호 작용 및 결합된 금속 이온에 의해 안정화된다. 또한 이중 가닥 베타 나선은 단백질의 매우 일반적인 특징이다. 
34Å(3.4 nm)에 이르는 7회전 나선을 함유하고 있는 펙테이트리에스(Pectate Lyase)에서는 최초의 베타 나선이 관찰되었다. P22 박테리오파지의 성분인 P22 페이지 꼬리 스파이크 단백질은 13회 회전하며, 조립된 동형 삼량체의 길이는 200Å(20 nm)이다. 내부에는 중앙 모공이 없고 소수성 잔류물과 염교에 의해 중화된 충전 잔류물이 모두 포함되어 있다. 
베타 나선은 얼굴을 맞대고(삼각형 프리즘의 얼굴을 맞추는 것) 또는 끝에서 끝까지(수소 결합을 형성하는 것) 서로 효과적으로 연결될 수 있다. 따라서 베타 나선은 코일-코일 세그먼트와 유사한 다른 단백질이 결합하도록 유도하기 위해 태그로 사용될 수 있다. 
펜타펩타이드 반복 패밀리의 구성원은 사변형 베타 나선 구조를 갖는 것으로 나타났다.